# Fernando Morales
Fernando Morales est un joueur portoricain de volley-ball né le 2 février 1982 à San Juan. Il mesure 1,86 m et joue passeur. Il totalise 21 sélections en équipe de Porto Rico.

## Clubs
| Club                  | Pays     | De        | À         |
| --------------------- | -------- | --------- | --------- |
| Hypo Tirol Innsbrück  | Autriche | 2006-2007 | 2006-2007 |
| GFCO Ajaccio          | France   | 2007-2008 | 2007-2008 |
| Aon hotVolleys Vienne | Autriche | 2008-2009 | 2008-2009 |